# 8120 Коуб
8120 Коуб (8120 Kobe) — астероїд головного поясу, відкритий 2 листопада 1997 року.
Тіссеранів параметр щодо Юпітера — 3,488.